# Sawadaeuops punctatostriatus
Sawadaeuops punctatostriatus es una especie de coleóptero de la familia Attelabidae.

## Distribución geográfica
Habita en Japón, Corea y Rusia.